# Конгер (Міннесота)
Конгер (англ. Conger) — місто (англ. city) в США, в окрузі Фріборн штату Міннесота. Населення — 153 особи (2020).

## Географія
Конгер розташований за координатами 43°36′52″ пн. ш. 93°31′42″ зх. д. / 43.61444° пн. ш. 93.52833° зх. д. (43.614568, -93.528449).  За даними Бюро перепису населення США в 2010 році місто мало площу 0,32 км², уся площа — суходіл.

## Демографія
Згідно з переписом 2010 року, у місті мешкало 146 осіб у 62 домогосподарствах у складі 38 родин. Густота населення становила 453 особи/км².  Було 69 помешкань (214/км²).
Расовий склад населення:
| - 97,3 % — білих - 0,7 % — азіатів |

До двох чи більше рас належало 2,1 %. Частка іспаномовних становила 0,0 % від усіх жителів.
За віковим діапазоном населення розподілялося таким чином: 26,7 % — особи молодші 18 років, 61,7 % — особи у віці 18—64 років, 11,6 % — особи у віці 65 років та старші. Медіана віку мешканця становила 32,7 року. На 100 осіб жіночої статі у місті припадало 114,7 чоловіків;  на 100 жінок у віці від 18 років та старших — 114,0 чоловіків також старших 18 років.
Середній дохід на одне домашнє господарство  становив 62 871 долар США (медіана — 60 625), а середній дохід на одну сім'ю — 66 309 доларів (медіана — 66 250). За межею бідності перебувало 8,5 % осіб, у тому числі 0,0 % дітей у віці до 18 років та 25,0 % осіб у віці 65 років та старших.
Цивільне працевлаштоване населення становило 96 осіб. Основні галузі зайнятості: роздрібна торгівля — 28,1 %, освіта, охорона здоров'я та соціальна допомога — 18,8 %, виробництво — 15,6 %, оптова торгівля — 13,5 %.